# Dieter Dierks
Pour les articles homonymes, voir Dierks.
Dieter Dierks (nom complet Hans-Dieter Dirks) né le 9 février 1943 à Stommeln (depuis 1975 intégré dans la commune de Pulheim) près de Cologne est un producteur de musique allemand principalement connu pour sa collaboration avec le groupe de rock Scorpions.

## Carrière
Dierks commença sa carrière musicale en produisant bon nombre de groupes rock allemand au début des années 1970 comme Hush, Ash Ra Tempel, Nektar (qui faisait partie du projet Cosmic Jokers) et Tangerine Dream, et devenant rapidement une des plus grandes figures de ce que l'on appelle le « Krautrock . »
Mais c'est en 1975 que Dierks découvre réellement sa passion pour le hard rock lorsque lui et sa femme croisèrent le chemin du groupe Scorpions alors assez peu connu. Dierks s'associa alors avec le groupe et devint la force dirigeante derrière lui – souvent considérée comme étant le « 6e Scorpions » – produisant dix de leurs albums studio et live entre 1975 et 1988 (In Trance, Virgin Killer (1976), Taken by Force (1978), Tokyo Tapes (1978), Lovedrive (1979), Animal Magnetism (1980), Blackout (1982), Love at First Sting (1984), World Wide Live (1985), et Savage Amusement (1988)). Le long de ces 13 années, Scorpions devint le plus grand groupe allemand de tous les temps, connaissant un succès mondial et vendant plusieurs dizaines de millions d'albums.
Après sa séparation des Scorpions en tant que leur producteur, Dierks produisit entre autres un album de Twisted Sister, plusieurs albums de Accept et travailla avec Michael Jackson. 

## DVDPlus
Il a inventé une nouvelle technologie, le DVDPlus, combinaison de DVD et de CD permettant d'utiliser les deux faces du support : la face dorée peut contenir une vidéo tandis que la face argentée peut contenir de la musique. Pour assurer l'exploitation de sa licence, il a signé un contrat avec le fabricant Singulus Technologies. DualDisc est le nom sous lequel Sony USA utilise la licence Dierks.

## Dierks Studios
Dierks créa ses propres studios d'enregistrement, les Dierks Studios, près de Cologne en Allemagne. C'est là que de nombreux artistes de renommée internationale travaillèrent et enregistrèrent comme Accept, Michael Jackson, Tina Turner, Twisted Sister, Scorpions, Timothy Leary, Die Toten Hosen, Rory Gallagher, Tangerine Dream.

## Travaux en tant que producteur et ingénieur du son
- 1969 - Ihre Kinder / Ihre Kinder
- 1969 - Various Artists / Atlantic Jazz Fusion
- 1970 - Orange Peel / Orange peel
- 1970 - Hairy Chapter / Eyes
- 1971 - Hairy Chapter / Can't get through
- 1971 - Dull Knife / Electric Indian
- 1971 - Embryo / Embryo's Rache
- 1971 - Epsilon / Move On
- 1971 - Frame / Frame of Mind
- 1971 - Gila / Free Electric Sound
- 1971 - Rufus Zuphall / Phallobst
- 1971 - Tangerine Dream / Alpha Centauri
- 1971 - Witthueser und Westrupp / Trips und Traeume
- 1971 - Wallenstein / Blitzkrieg
- 1972 - Message / The Dawn anew is coming
- 1972 - Emtidi / Saat
- 1972 - Ash Ra Tempel / Schwingungen
- 1972 - Ash Ra Tempel / Seven Up
- 1972 - Wallenstein / Mother Universe
- 1972 - Demon Thor / Anno 1972
- 1972 - Hoelderlin / Hoelderlins Traum
- 1972 - Jeronimo / Time Ride
- 1972 - Jerry Berkers / Unterwegs
- 1972 - Nektar / A Tab in the Ocean
- 1972 - Nektar / Journey to the Centre of the Eye
- 1972 - Midnight Circus / Midnight Circus
- 1972 - Pell Mell / Marburg
- 1972 - Tangerine Dream / Zeit
- 1972 - Twenty Sixty Six & Then / Reflections of the Future
- 1972 - Walpurgis / Queen of Saba
- 1972 - Wind / Morning
- 1972 - Witthueser und Westrupp / Bauer Plath
- 1972 - Electric Sandwich / Electric Sandwich
- 1973 - Tangerine Dream / Atem
- 1973 - Wallenstein / Stories, Songs & Symphonies
- 1973 - Ash Ra Tempel / Join Inn
- 1973 - Ash Ra Tempel / Starring Rosi
- 1973 - Embryo / Rocksession
- 1973 - Floh de Cologne / Geier Symphonie
- 1973 - Jane / Here we are
- 1973 - Lily / V.C.U.
- 1973 - Message / From Books and Dreams
- 1973 - Nektar / Sounds like this
- 1973 - Passport / Handmade
- 1973 - Walter Wegmueller / Tarot
- 1974 - Birth Control / Live
- 1974 - Cosmic Jokers / Cosmic Jokers
- 1974 - Cosmic Jokers / Planeten Sit-In
- 1974 - Cosmic Jokers / Galactic Supermarket
- 1974 - Cosmic Jokers / Sci-Fi Party
- 1974 - Cosmic Jokers / Gilles Zeitschiff
- 1974 - Demon Thor / Written in the Sky
- 1974 - Eric Burdon Band / Sun Secrets
- 1974 - Sergius Golowin / Lord Krishna von Goloka
- 1974 - Grobschnitt / Ballermann
- 1974 - Passport / Looking Thru
- 1974 - Passport / Cross-Collateral
- 1974 - Popol Vuh / Seligpreisung
- 1974 - Santiago / New Guitar
- 1975 - Omega / Omega
- 1975 - Tea / The Ship
- 1975 - Eric Burdon Band / Stop
- 1975 - Scorpions / In Trance
- 1976 - Scorpions / Virgin Killer
- 1976 - Schicke Fuehrs Froehling / Symphonic Pictures
- 1976 - Jackie Carter / Treat me like a Woman
- 1976 - Lady / Lady
- 1976 - Passport / Infinity Machine
- 1976 - Tea / Tax Exile
- 1977 - Schicke Fuehrs Froehling / Sunburst
- 1977 - Scorpions / Taken By Force
- 1978 - Nektar / Down the Ears
- 1978 - Galaxy / Nature's Clear Well
- 1978 - Schicke Fuehrs Froehling / Ticket to Everywhere
- 1978 - Scorpions / Tokyo Tapes
- 1979 - Scorpions / Lovedrive
- 1979 - Scorpions / The Best of the Scorpions
- 1980 - Scorpions / Animal Magnetism
- 1981 - Rory Gallagher / Jinx
- 1982 - Plasmatics / Coup d'État
- 1982 - Revolver / First Shot
- 1982 - Warning / Rock City
- 1982 - Scorpions / Black Out
- 1983 - Accept / Balls to the Wall
- 1984 - Scorpions / Love at First Sting
- 1984 - Scorpions / Love at First Sting (Clean Version)
- 1984 - Black N'Blue / Black N'Blue
- 1984 - Scorpions / Living for Tomorrow/Bad Boys Running Wild
- 1985 - Accept / Metal Heart
- 1985 - Scorpions / World Wide Live
- 1985 - Twisted Sister / Come Out and Play
- 1988 - Scorpions / Savage Amusement
- 1989 - Accept / Eat the Heat
- 1990 - New Legend / New Legend
- 1996 - Various Artists / Bordello of Blood (Soundtrack)
- 1997 - Scorpions / Deadly Sting: The Mercury Years
- 1997 - Scorpions / Deadly Sting: The Mercury Years (Clean Version)
- 1998 - Various Artists / Geffen Vintage 80's Presents: It Rocks
- 1998 - Klaus Doldinger / Cross Collateral
- 1998 - Various Artists / Heard it on the Radio: FM Hits, Vol. 1
- 1999 - Various Artists / Jawbreaker (Soundtrack)
- 2000 - Scorpions / In Trance / Virgin Killer (re-release)
- 2000 - Michael Schenker / Into the Arena 1972-1995 (Highlights & Overtures)
- 2001 - Various Artists / Heart of Metal, Vol.2
- 2001 - Scorpions / 20th Century Masters: The Millennium Collection
- 2001 - Black N'Blue / Ultimate Collection
- 2002 - Scorpions / Bad for Good: The Very Best of Scorpions
- 2002 - Tangerine Dream / Alpha Centauri (Bonus Track)
- 2002 - Various Artist / Like, Omigod! The 80's Pop Culture Box (Totally)
- 2003 - Tangerine Dream / Atem (remastered)
- 2003 - Scorpions / Ballads (Bonus DVD)
- 2004 - Scorpions / Box of Scorpions
- 2004 - Accept / Metal Hearts (France Bonus Track)
- 2004 - Nektar / Journey to the Centre (Bonus Track)
- 2004 - Nektar / Tab in the Ocean (Bonus Track)
- 2004 - Accept / Eat the Heat (Bonus Track)
- 2005 - Nisha Kataria / If You Want to Be Mine
- 2007 - Tommy Fortmann / Krieger der Nacht
- 2007 - Wolf Maahn / Direkt ins Blut 2 - (Un)plugged